# Ida regénye (film, 1934)
Az Ida regénye Gárdonyi Géza Ida regénye című műve alapján készült, 1934-ben bemutatott fekete-fehér magyar játékfilm Székely István rendezésében.
Bemutatásakor az ismeretlen kritikus lelkesen méltatta a filmet a Nyugat hasábjain: „Végre az első magyar film, amely átcsúszik az objektív kritika vizsgáján. A film még kissé dadogva mondja el azt, amit el kell mondania, de elmondja, mert tudja, s így felsőbb osztályba léphet. Végre az első magyar film, amely „nemzeti külsőségek” nélkül is tud magyar lenni, mert belülről magyar, s mert belülről – művészet… Ágai Irén leegyszerűsített, magával ragadó játékával máris ott áll a hollywoodi Olimpuson… Jávor Pál: a márványszobornak itt-ott voltak gipsz-részei is… A nagyszerű rendezés Székely István munkája…”
A filmben elhangzott Fényes Szabolcs „Odavagyok magáért” című dala sláger lett.

## Szereplők
- Rajnai Gábor – Ó Péter
- Ágay Irén – Ó Ida
- Jávor Pál – Balogh János
- Gombaszögi Ella – Julis
- Gózon Gyula – Bogár úr
- Paál Erzsi – Ella
- Berky Lili – Főnökasszony
- Pethes Sándor – Dr. Csorba
- Eőry Kató – Jolán
- Turay Ida – Fazekas
- Fenyvessy Éva – Szobalány
- Szombathelyi Blanka –Timár
- Réthy Annie – Mészkuthy
- Peéry Piri – Otilia nővér
- Ladomerszky Margit – Ladiszla nővér